# イダ (アマルテア)

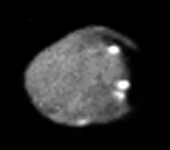
ボイジャー1号によるアマルテアの写真。Ida Faculaは上方の明るい部分

Ida Faculaは、木星の衛星アマルテアの明るい山である。幅約15kmとされ、近隣の山Lyctos Faculaより多少小さい。
1979年、ボイジャー1号によって発見され、同年ゼウスが子供の頃を過ごしたクレタ島のIda山よりネーミングされた。最初は単にIdaと呼ばれていた。